# James Dunwoody Bulloch
James Dunwoody Bulloch ( 25 de junio de 1823 – 7 de enero de 1901) fue un agente secreto de la Confederación durante la Guerra de Secesión, es considerado un héroe de la Marina confederada.

## Servicio
Bulloch sirvió en la Armada de los Estados Unidos durante 15 años, antes de la Guerra de Secesión. Cuando esta empezó, Bulloch se convirtió rápidamente en un agente secreto de la Confederación, después de que el Norte hiciese un boqueo naval al Sur.
James D. Bulloch se convirtió rápidamente en el "hombre más peligroso de la Confederación", por lo menos en Europa, ya que fue él el encargado de contratar los servicios de algunas empresas británicas para que construyesen buques de guerra para los Estados Confederados, fue el responsable de hacer los encargos de, por ejemplo el CSS Florida.
En cierto sentido, se considera que Bulloch es el responsable de las reclamaciones de Alabama que hicieron los Estados Unidos al Reino Unido tras la guerra.